# STS-76
STS-76 (Space Transportation System-76) var Atlantis 16. rumfærge-mission. Opsendt 22. marts 1996 og vendte tilbage den 31. marts 1996. Det var den tredje mission hvor en NASA rumfærge lagde til ved den russiske rumstation MIR.
Tidligere flyvninger til rumstationen Mir, var: STS-60, STS-63, STS-71, Sojuz TM-21 og STS-74. Efterfølgende fælles missioner til Mir: STS-79, STS-81, STS-84, STS-86, STS-89 og STS-91.

## Besætning
- Kevin Chilton (kaptajn)
- Richard Searfoss (pilot)
- Ronald Sega (missionsspecialist)
- Michael Clifford (missionsspecialist)
- Linda Godwin (missionsspecialist)

### Fra jorden til MIR, besætning Mir-19
- Shannon Lucid

## Missionen
Rumfærgen medbragte S/MM-03, SPACEHAB-SM, SAREX-II, MEEP (PPMD, ODC, POSA-I, POSA-II), TRIS (GAS), WNE, KidSat og udskiftede et besætningsmedlem.
- Rumstationen MIR